# Guillermo Portabales
Guillermo Portabales, nome d'arte di José Guillermo Quesada Castillo, (Rodas, 6 aprile 1911 – San Juan, 25 ottobre 1970), è stato un compositore, cantante e chitarrista cubano.
Grande interprete della guajira, canzone rusticana dal ritmo a metà strada tra il punto e il son, grazie al suo stile languido e malinconico ed al suo canto elegante e raffinato, fu uno dei cantanti più popolari di tutta l'America Latina ed è tutt'oggi ancora molto apprezzato. Durante la sua carriera scrisse pochissime canzoni, tra le quali la celebre El carretero, eseguita in tutto il mondo in tantissime versioni diverse, ma ne interpretò a centinaia e, tra il 1930 ed il 1955, Portabales fu il più richiesto interprete di musica cubana. Inoltre scrissero per lui, tra gli altri, Ñico Saquito e Miguel Matamoros.

## Biografia
Guillermo nacque in una modesta famiglia e all'età di 6 anni rimase orfano di padre; il cognome Portabales lo prende dal patrigno Andrès Portabales. Ad 11 anni inizia a lavorare come apprendista in una tipografia di Cienfuegos e il tempo libero lo passa a suonare assiduamente la chitarra tanto che in breve impara l'importante arte della Guitarra limpia.
Nel 1928 debutta ufficialmente in radio sulla stazione CMHI, un'importante stazione di Cienfuegos, presentando un repertorio composto da tanghi, bolero e son. Col passare del tempo rivolge la propria attenzione alla guajira raffinandone lo stile e facendola infine conoscere e apprezzare al grande pubblico. Il genere sviluppato da Guillermo Portabales, conosciuto come guajira de salón, è particolare in quanto gli accordi si accavallano in controtempo ed hanno il loro accento forte a metà battuta creando così una sorta di accompagnamento sincopato. La tonalità di partenza è sempre in accordo minore mentre la ritmica è simile a quella del bolero.
Nel 1936 venne scritturato da Leopoldo Fernandèz per una serie di concerti che si tennero a Porto Rico e, sempre nello stesso anno, portò al successo un famoso brano di Antonio Fernandèz dal titolo Compay Gallo. Innamoratosi dell'isola vi rimase circa due anni che passò cantando e suonando sia in radio che in teatri e club.
Nel 1939 rientrò a Cuba e qui si sposò con la compagna portoricana, la giornalista Arah Mina López. Durante l'anno fece concerti in tutta l'America Latina accompagnato, sia nelle sessioni in studio che dal vivo, dal quartetto Los Guaracheros de Oriente. Ma nella prima metà degli anni '40, per essersi rifiutato di cantare ad una cerimonia del dittatore filo-statunitense Fulgencio Batista, dovette andare via da Cuba e decise di ritornare a Porto Rico. Rientrato a Cuba si unì al Trio Matamoros, con il quale tenne una serie di concerti, per poi spostarsi a Barranquilla, in Colombia, per un prolungato soggiorno.
Infine, nel 1953, Portabales decise di stabilirsi definitivamente a Porto Rico, dove continuò a registrare e a tenere concerti in tutto il continente americano.
Morì nel 1970 in seguito ad un incidente stradale.

## Discografia
- Con Matamoros (CD - ristampato nel 1978)
- El Carretero (CD - ristampato nel 1996)
- Aqui Está Portabales (CD - ristampato nel 1998)
- Sones Cubanos (CD - ristampato nel 1999)
- Romance Guajiro (CD - ristampato nel 1999)
- Habana Rumba (CD - ristampato nel 2000)
- Amorosa Guajira (CD - ristampato nel 2000)
- Aquellas Lindas Melodias
- Al vaivén de mi carreta
- Guillermo Portabales, Los Guaracheros de Oriente y El Trio Matamoros